# Werner Dressendörfer

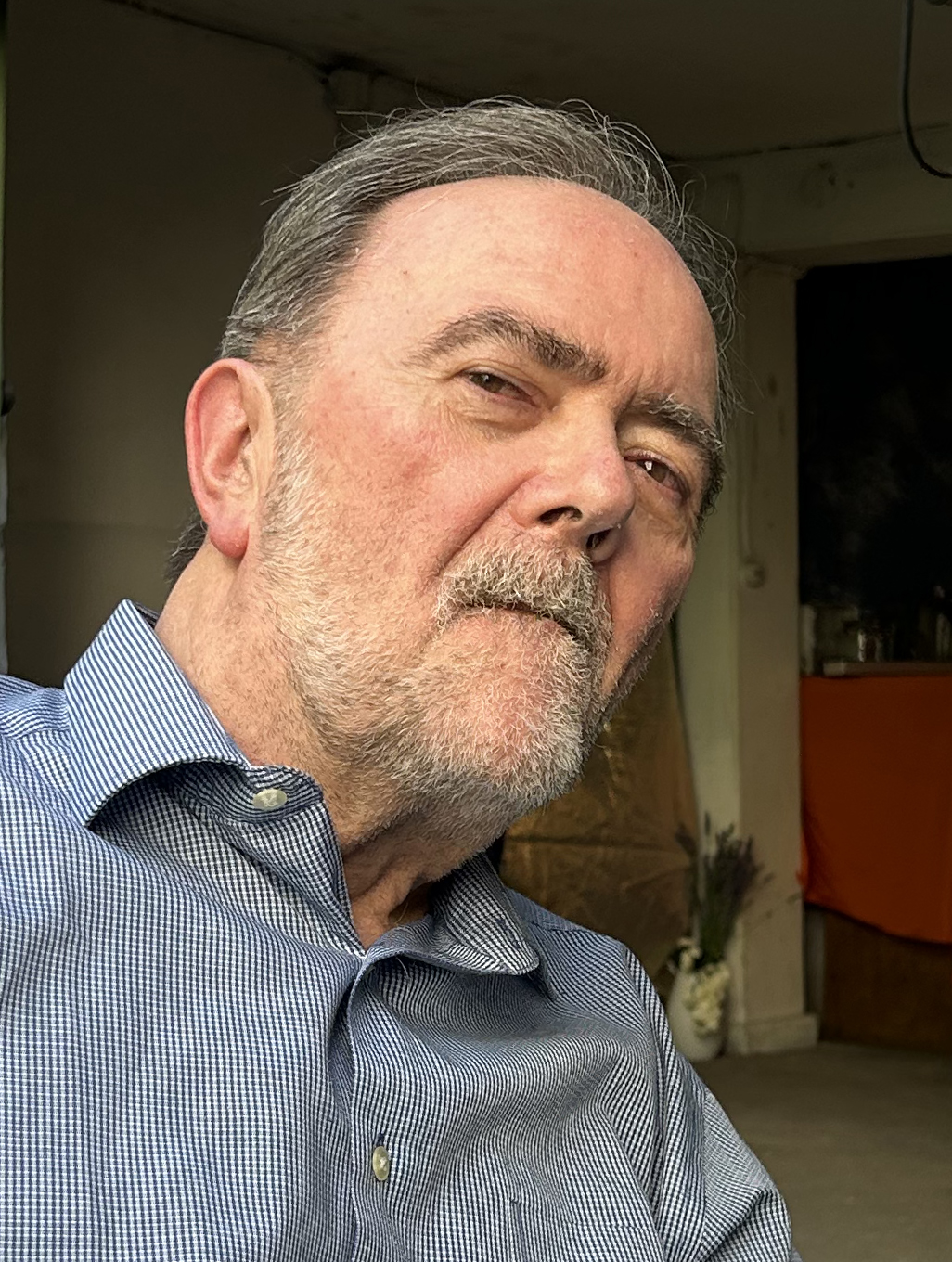
Werner Dressendörfer, Juni 2023

Werner Dressendörfer (* 24. Juni 1947 in Bamberg) ist ein deutscher Apotheker und Pharmaziehistoriker.

## Leben und Wirken
Nach dem 1967 abgelegten Abitur an der Oberrealschule Bamberg (heute Clavius-Gymnasium) und einem anschließenden zweijährigen Praktikum in der St.-Hedwig-Apotheke in Bamberg studierte Dressendörfer Pharmazie an der Julius-Maximilians-Universität Würzburg und schloss dieses Studium 1972 mit dem Staatsexamen ab. In den Jahren 1972–74 belegte er in einem Aufbaustudium u. a. die Fächer mittelalterliche Geschichte und Geschichte der Medizin.
Nach seiner 1975 erfolgten Approbation zum Apotheker promovierte er bei Günter Kallinich am Institut für Pharmazie und Lebensmittelchemie der Ludwig-Maximilians-Universität München mit dem Thema Spätmittelalterliche Arzneitaxen des Münchner Stadtarztes Sigmund Gotzkircher aus dem Grazer Codex 311. 1976–78 erfolgte an der Bayerischen Bibliotheksschule in München seine Ausbildung zum Bibliothekar des Höheren Dienstes an wissenschaftlichen Bibliotheken. Nach erfolgter Anstellungsprüfung war er 1978–79 an der Bayerischen Staatsbibliothek München als Bibliotheksrat eingesetzt.
1980 gründete er in Bamberg die E.-T.-A.-Hoffmann-Apotheke, blieb aber der Forschung und Lehre weiterhin verbunden:

## Lehrtätigkeit
- 1982–1986 Lehrauftrag für Phytotherapie an der Medizinischen Fakultät der Julius-Maximilians-Universität Würzburg (Gundolf Keil und Kurt Kochsiek)
- 1982−XXXX Lehrauftrag der Geschichte der Pharmazie und der Naturwissenschaften an der Friedrich-Alexander-Universität Erlangen-Nürnberg (Walter Achenbach/Gmeiner)
- 1998–2004 Lehrauftrag der Geschichte der Pharmazie und der Naturwissenschaften an der Universität Regensburg (Göpferich)
- 1998–2004 Lehrauftrag für Pharmazeutische und Medizinische Terminologie an der Universität Regensburg (Göpferich)
- 2004–2007 Lehrauftrag für Pharmazeutische und Medizinische Terminologie an der Julius-Maximilians-Universität Würzburg (Ingfried Zimmermann)
- 2004–2007 Lehrauftrag der Geschichte der Pharmazie und der Naturwissenschaften an der Julius-Maximilians-Universität Würzburg (Ingfried Zimmermann)
- 1999 Wahl in die Académie Internationale d’Histoire de la Pharmacie
- Ernennung zum Honorarprofessor an der Universität Erlangen-Nürnberg
- 2005–XXXX Referent für die Hanns-Seidel-Stiftung

## Mitgliedschaften in wissenschaftlichen Vereinigungen
- Deutsche Gesellschaft für Geschichte der Pharmazie
- Gesellschaft Deutsches Apotheken-Museum
- Würzburger Medizinhistorische Gesellschaft
- Deutsche Gesellschaft für Geschichte der Medizin, Naturwissenschaft und Technik
- Deutsche Gesellschaft für Geschichte und Theorie der Biologie
- Deutsche Pharmazeutische Gesellschaft
- Historischer Verein Bamberg
- Historischer Verein von Oberbayern
- Förderverein Germanisches Nationalmuseum
- Förderverein Deutsches Museum
- Förderverein Deutsches Medizinhistorisches Museum in Ingolstadt

## Veröffentlichungen (Auswahl)
- Spätmittelalterliche Arzneitaxen des Münchner Stadtarztes Sigmund Gotzkircher aus dem Grazer Codex 311. Ein Beitrag zur Frühgeschichte des süddeutschen Apothekenwesens (= Würzburger medizinhistorische Forschungen. Band 15). Verlag H. Wellm, Pattensen 1979, ISBN 3-921456-21-5. Zugleich mathematisch-naturwissenschaftliche Dissertation München 1975.
- Hartmann Schedels Angaben zur Aufbewahrung von Arzneimitteln in Apotheken. In: Gundolf Keil (Hrsg.): „gelêrter der arzeniê, ouch apotêker“. Beiträge zur Wissenschaftsgeschichte. Festschrift zum 70. Geburtstag von Willem F. Daems. Horst Wellm Verlag, Pattensen/Hannover 1982 (= Würzburger medizinhistorische Forschungen. Band 24), ISBN 3-921456-35-5, S. 543–550.
- als Hrsg. mit Gundolf Keil und Wolf-Dieter Müller-Jahncke: Älterer deutscher „Macer“ – Ortolf von Baierland „Arzneibuch“ – „Herbar“ des Bernhard von Breidenbach – Färber- und Maler-Rezepte. Die oberrheinische medizinische Sammelhandschrift des Kodex Berleburg (Berleburg, Fürstlich Sayn-Wittgenstein’sche Bibliothek, Cod. RT 2/6. Farbmikrofiche-Edition). Einführung zu den Texten, Beschreibung der Pflanzenabbildungen und der Handschrift (= Codices illuminati medii aevi. 13). Edition Lengenfelder, München 1991, ISBN 3-89219-013-5.
- mit Klaus W. Littger: Das Pflanzenbuch, Der Garten von Eichstätt. (ein Nachdruck der 1613 veröffentlichenden handkolorierten Farbtafeln der Erstausgabe von Basilius Besler Hortus Eystettensis), Benedikt Taschen Verlag, Köln 1999, ISBN 3-8228-6576-1.
- mit Klaus Dobat: Das Kräuterbuch von 1543. (ein Nachdruck der 1543 veröffentlichten Erstausgabe des Werkes von Leonhart Fuchs New Kreüterbuch), Benedikt Taschen Verlag, 2001, Köln, ISBN 3-8228-1297-8.
- Blüten, Kräuter und Essenzen: Heilkunst alter Kräuterbücher. Jan Thorbecke Verlag, 2003, ISBN 3-7995-3509-8.
- Thorbeckes kleine Kräuterapotheke: Altes Kräuterwissen für heute. Jan Thorbecke Verlag, 2005, ISBN 3-7995-3517-9.
- mit Klaus W. Littger: Garten von Eichstätt. Taschen-Verlag, 2007, ISBN 978-3-8228-3807-5.
- Album Vilmorin. The vegetable garden. Taschen-Verlag, 2010, ISBN 978-3-8365-1777-5 (sowie in reduzierten Abmessungen erschienen 2012, ISBN 978-3-8365-3599-1).
- mit Irmgard Müller: Gart der Gesundheit: Botanik von den Anfängen bis 1800. (= Katalog der Franckeschen Stiftungen zu Halle. Band 26). Harrassowitz Verlag, 2011, ISBN 978-3-447-06464-4.
- Durch die Blumen gesprochen – Pflanzen im „Himmelsgarten“ von St. Michael zu Bamberg.  Kunstschätzeverlag, 2012, ISBN 978-3-934223-38-7.
- mit H. Walter Lack und Pierre-Joseph Redouté: Selección de las flores más bonitas. Taschen-Verlag, 2015, ISBN 978-3-8365-1445-3.

## Auszeichnungen
- 2000: Apotheker-Wilhelm-Kohl-Kulturpreis[1]
- 2003: Johannes-Valentin-Medaille der Deutschen Gesellschaft für Geschichte der Pharmazie[2]
- 2007: Bayerische Staatsmedaille für Verdienste um Umwelt und Gesundheit